# Samuel Quinto
Samuel Quinto (Belém, 5 de setembro de 1973) é um neurocientista cognitivo e premiado pianista luso-brasileiro autodidata de jazz, pop, gospel, música clássica, bem como maestro, produtor musical, compositor, arranjador, educador, empreendedor, palestrante e escritor brasileiro radicado em Portugal desde 2004. É fundador da Samuel Quinto Academy of Music.

## Biografia
Samuel Quinto nasceu em Belém, no Pará, mas cresceu em Salvador, na Bahia. A partir dos sete anos, desenvolveu seu talento musical em virtude do contato com o piano por meio do gospel, acompanhado na Igreja Batista que frequentara durante a infância com sua família em Salvador. Foi então que Samuel deu os primeiros passos no piano existente na casa da família, sempre sem qualquer acompanhamento de professores, e desenvolveu suas capacidades de pianista aprendendo também, como autodidata, harmonia, leitura e escrita da música e orquestração, Composição musical, fazendo arranjos para o coro da igreja, na qual começa a tocar como pianista aos 12 anos.
Em 2018 ingressa no Doutoramento em Média - Arte Digital (Digital Media Art - PhD), programa desenvolvido pelo Departamento de Ciências e Tecnologias - UAb em parceria com a Faculdade de Ciências Humanas e Sociais - UAlg, sendo ambas renomadas universidades públicas portuguesas. Foi eleito Fellow of the Royal Society of Arts - Londres, título que lhe concede assinar FRSA após o nome, concedido pela Coroa Britânica. [carece de fontes?]
Aos 25 anos, decide focar-se na música, abandona o curso de Engenharia Civil na Universidade Federal da Bahia e inicia a sua trajetória de sucesso como pianista do Hotel Marriott na Costa do Sauípe, Salvador. Depois de passarem pelo seu repertório vários tipos de música, entre música brasileira - sendo algumas recriadas de forma original como "Asa Branca" e "Sandália de Prata"; standards de jazz, de Chick Corea a Cole Porter, passando por Gonzalo Rubalcaba, Samuel Quinto descobre o pianista Michel Camilo e o jazz-latino, e passa a dedicar-se então a esse gênero de jazz. A passagem de um jazz mais mainstream para o jazz-latino é quase natural, pelo seu substracto cultural brasileiro, e pelo repertório e práticas que tinha desenvolvido ao longo do tempo, usando idiomas musicais brasileiros misturados com o jazz mais tradicional.
Em 2004 radica-se na cidade do Porto, em Portugal, onde começa a lecionar piano, na vertente de jazz e latin-jazz, desenvolvendo também uma carreira em concertos e festivais de jazz, em virtude da formação do seu trio nomeadamente "Samuel Quinto Trio", com actuações em Portugal, Espanha e passando a actuar também como pianista na Escola de Dança Ginasiano(Ballet clássico e moderno) em Vila Nova de Gaia, Portugal.

Samuel Quinto publica o seu primeiro CD "Latin Jazz Thrill", em 2007, em Portugal, com formação em trio (baixo, piano e bateria), o qual constitui o núcleo do seu repertório em vários festivais e concertos durante os anos de 2007 e 2008 em Portugal, e durante a sua turnê de 2008 na qual se apresenta em cidades como Hamburgo, Berlim, Colónia, Heilbronn, Liege e Limoges; além de um concerto especial realizado em Salvador em parceria com a Universidade Católica de Salvador em junho de 2008. Este primeiro trabalho é utilizado na Escola Superior de Música Artes e Espetáculos (ESMAE), no curso de graduação em Jazz, como material de estudo na formação dos alunos de Jazz. O segundo CD, intitulado "Salsa 'n Jazz", contendo oito composições originais de Samuel Quinto, e o standard Stella by Starlight, é lançado em Junho de 2009, com um concerto na Cidade do Porto, e concomitante lançamento de sua nova turnê, ainda mais abrangente, que passou pela Bélgica, Alemanha, Portugal, Espanha, França, Luxemburgo, Holanda e Inglaterra. Nesse segundo trabalho, Samuel foi acompanhado pelo também brasileiro, de formação clássica, Marcos Borges no baixo e Manuel Santiesteban, cubano, graduado em bateria em Havana, Cuba.

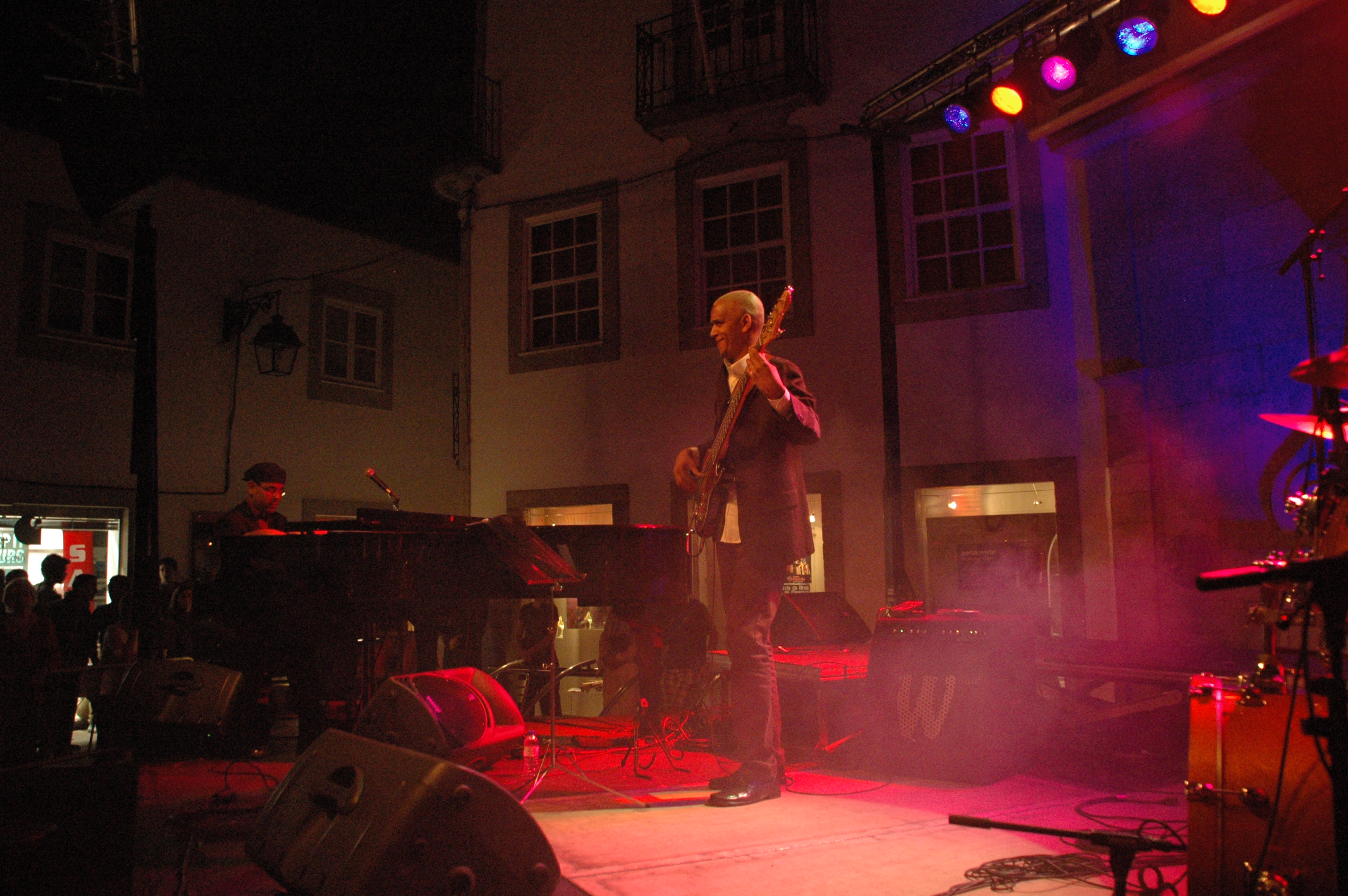
Samuel Quinto Trio Festival de Jazz de Viana do Castelo, Portugal

No final de 2009, fundou o primeiro curso de Jazz Latino na Escola Jazz ao Norte, Porto - primeira escola profissional de Jazz acreditada em Portugal e a única na Península Ibérica a ter o Curso Profissional de Instrumentista em Jazz até então. Além de ser convidado para ser o diretor artístico de um dos mais tradicionais jazz clubs portugueses, B-flat.
Samuel tem sido ainda convidado para dirigir Workshops na área do Jazz, Jazz Latino, Composição e Arranjo quer no Brasil, quer na Europa. Mas seu talento musical não se resume apenas ao Jazz, logo após ter sido pianista do corpo de ballet, passou a desenvolver o lado erudito até então adormecido em sua música. Inspirado em grandes compositores como Beethoven, Mozart, Bach, Tchaikovsky, Brahms e outros, iniciou composições para acompanhar o ballet em espetáculos, bem como para orquestra e coro.
Em 2019 assume a direção de música e artes cênicas da Igreja Batista Nações Unidas em São Paulo a convite do pastor batista Luiz Sayão, além de ser convidado a lecionar na graduação em Produção Fonográfica na Universidade Anhembi Morumbi.[carece de fontes?]
Também é Embaixador de Artes, Música e Cultura pela Noble Order for Human Excellence pertencente a ONU. Em fevereiro de 2019 assume a cadeira 49 da Academia de Letras e Música do Brasil - ALMUB - cujo patrono é o maestro Eleazar de Carvalho.

## Lado Erudito
Sua primeira composição sinfônica, composta em 2011, foi a Sinfonia nº1 em Lá Bemol Maior “Pascha Aeternam” a qual está fundamentada para Orquestra, Coro em 4 naipes e solistas, essa possui ênfase na Páscoa. Também ministra Master Class e Concerto de Natal em Joinville e Salvador, Brasil.

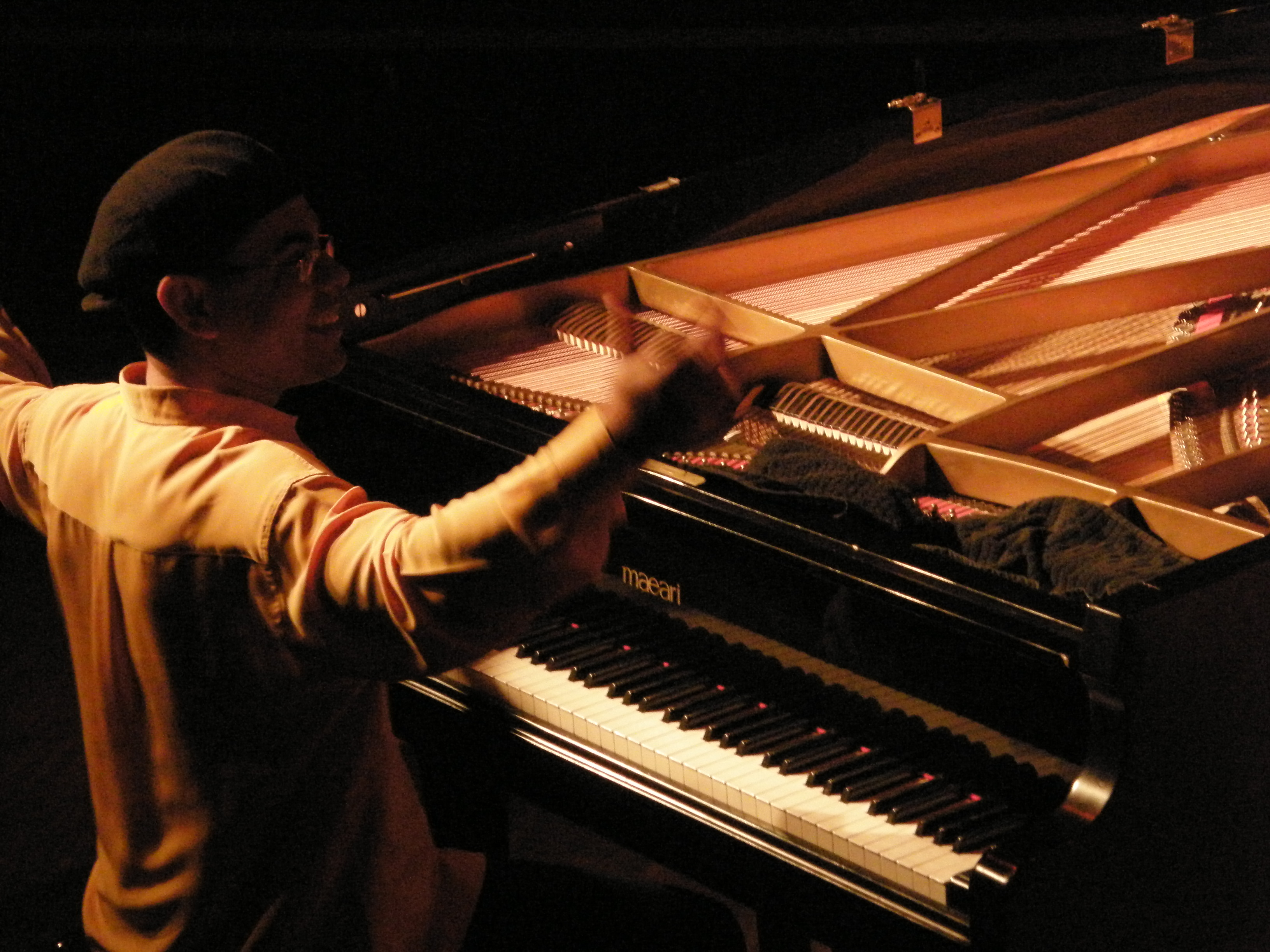
Concerto com trio em Altes Pfandhaus - Koln - Alemanha

Em 2012 retorna ao Brasil deixando momentaneamente de lado sua carreira como concertista e educador para ser Ministro de Música na Segunda Igreja Batista em Mossoró, Rio Grande do Norte. Escreveu o Oratório de Natal para Coro em 5 naipes e Orquestra sinfônica; sua segunda sinfonia, a Sinfonia nº2 em Dó Menor, intitulada “Sinfonia Levemente Bela” para coro em 5 naipes e Orquestra, ainda o Moteto Angelical, inspirado nos motetos de Bruckner, para 5 naipes; quarteto de cordas; Ópera Sansão e Dalila (inacabada).
Em 2013, adaptou a Sinfonia nº1 para o formato de ópera. A Ópera Pascha Aeternam contou em sua estruturação com teatro, ballet clássico e moderno, coro e solistas numa equipe total de 148 pessoas, e foi apresentada na Segunda Igreja Batista em Mossoró, bem como no Teatro Municipal Dix-Huit Rosado para um público estimado total de mais de 1.500 pessoas, recebendo ótimas críticas em jornais do estado do RN.
Ainda neste ano, compôs minuetos, inspirado em Bach, prelúdios, hino para Polícia Penitenciária Nacional, o Tango para Mossoró(dedicado aos moradores da cidade), Balada para Carol (Jazz Ballad para piano solo), e trabalhou em arranjos para diversas músicas pop gospel, inclusive em arranjos para Coro Sacro.
Ainda em 2015 passa a ser o mais novo pianista representante da marca de pianos Fritz Dobbert, com um concerto de estreia no Teatro Gazeta em São Paulo e gravação do DVD Solo Performance - Latin Jazz.
Atualmente retomando a carreira como pianista, inicia seus concertos de divulgação do DVD Latin Jazz Piano Solo – Live in São Paulo com temporada no Brasil e Europa.
Autor do livro "Improvisar é muito fácilǃ! Jazz de uma maneira descomplicada" lançado pela Chiado Editora com apresentação na Bienal Internacional do Livro do Rio de Janeiro.

## Sociedades, Federações e Academias
Samuel Quinto é membro da International Council of Traditional Music que é uma organização não governamental relacionada formalmente com a Unesco; membro do Conselho Americano de Pianistas; membro sênior da National Federation of Music Clubs que é única organização de música membro da Organização das Nações Unidas - ONU.

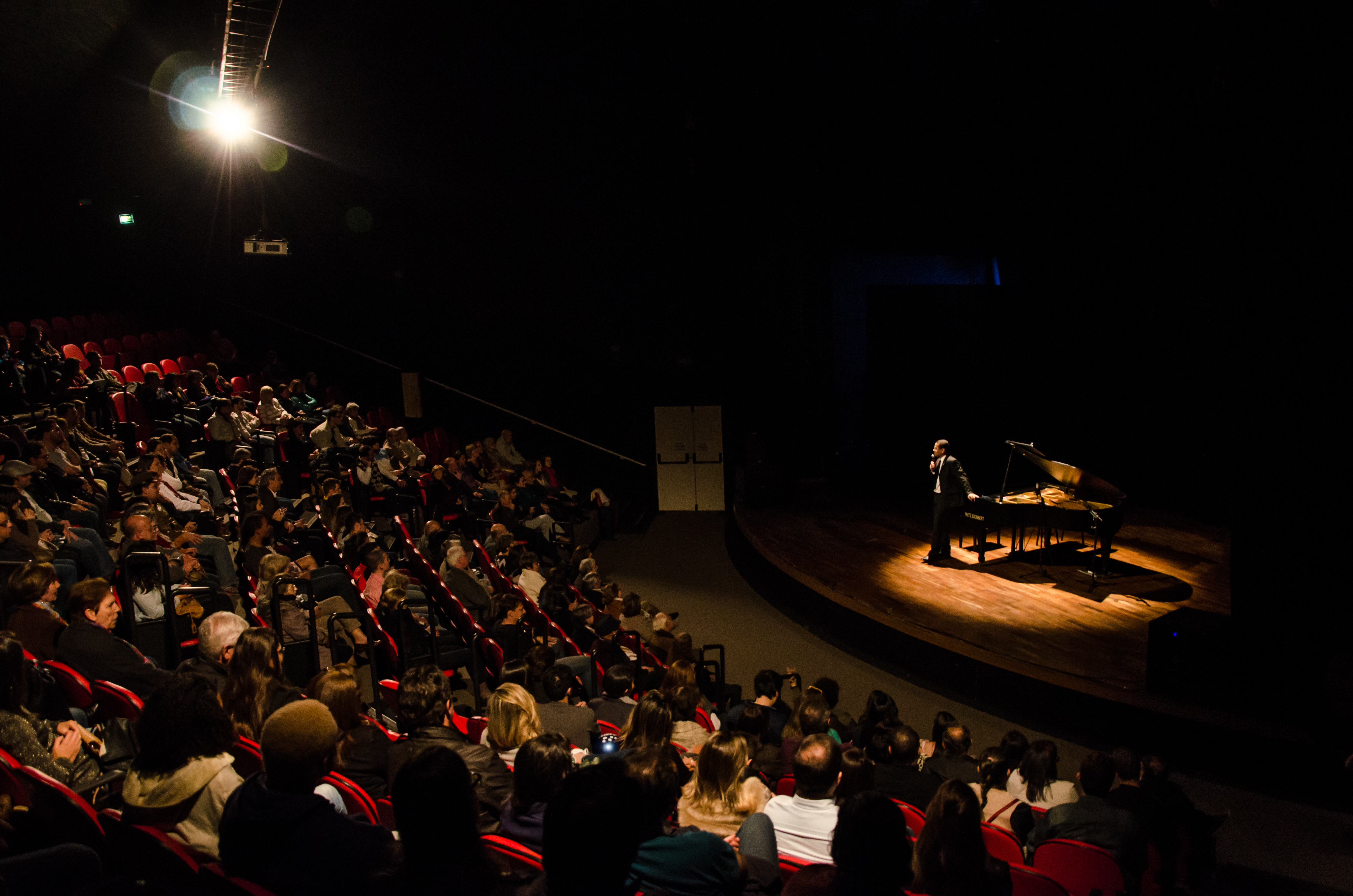
Samuel Quinto em concerto no Centro de Convenções Victor Brecheret em Atibaia no dia 21/07/2017

Foi convidado a ser o primeiro estrangeiro membro da Federação de Música do estado da Pennsylvania (PFMC) nos EUA.
Em Abril de 2016 foi eleito membro da Royal Society of Arts (RSA) sediada em Londres.
Recebe o título de Comendador pela Sociedade Brasileira de Artes, Cultura e Ensino e a Medalha do Mérito Cultural Maestro Carlos Gomes no dia 22 de Setembro de 2016.
Em Outubro de 2016 recebe a Medalha Cinquentenário das Forças de Paz da ONU no Brasil pela Associação Brasileira das Forças Internacionais de Paz - ABFIP.
Torna-se Acadêmico Efetivo da Academia Internacional de Artes, Letras e Ciências - ALPAS 21, assumindo a Cadeira 104 cujo patrono é Ludwig van Beethoven.
Recebeu o Troféu Castro Alves pela excelência literária em Minas Gerais.
Foi convidado a ser Presidente Executivo da Academia de Letras do Brasil - ALB - São Paulo capital, pela qual recebe o título de Phi - Filósofo Imortal, que é o desígnio do título supra 'Doutor em Filosofia Univérsica' como a mais alta honraria da ALB.
Em Novembro de 2017 é eleito Ambassadeur pela Divine Académie Française des Arts Lettres et Culture em solenidade no Copacabana Palace.
Imortal pela Academia de Letras e Música do Brasil assumindo a cadeira 49 em Fevereiro de 2019.

## Estilo no Jazz
Apesar de desenvolver um estilo único, Samuel revela uma influência forte de Michel Camilo, misturada com referências de Chick Corea, Chucho Valdés e Gonzalo Rubalcaba. O seu estilo é percussivo, marcado frequentemente por linhas de baixo repetitivas, o característico "tumbao" da música cubana, e com linhas de improvisação que revelam extenso conhecimento do gênero bem como da harmonia jazz, permitindo marcar vários registos de colorido, e uma demonstração astuta sobre a criação melódica, apesar de uma instrumentação apenas em trio. O seu estilo de pianista muito preciso e a sua forma de desenvolver sobre os temas transmitem a ideia de que tudo é composto em antecedência, apesar de ser essencialmente improvisação.
Como prova de seu estilo único, em seu segundo CD, o resultado da fusão musical é um "prato musical" cheio de tempero e de cumplicidade, em que se mesclam raízes brasileira com ritmos cubanos, sem esquecer o aroma africano.
Hoje, Samuel Quinto é considerado pelas revistas "All about Jazz", "The Latin Jazz Corner" EUA e "Latin Jazz Network" Canadá como um dos maiores representantes do Jazz-Latino europeu.
 "The Emergence Of A New Piano Stylist" - The Latin Jazz Corner."Samuel Quinto is also an accomplished composer and shows maturity and a sense of adventure with the rhythmic variety." - All About Jazz
 "Samuel Quinto é um pianista de grandes recursos expressivos, pois alia a capacidade de improvisação – que lhe advém da prática do free-jazz – à memória da música popular brasileira e latino-americana em geral, permitindo-lhe o uso do piano como instrumento com a dupla função de sublinhar e amplificar contrapontisticamente melodias e vozes e sobretudo de apoiar ou mesmo fundamentar o ritmo, a cadência das frases, por vezes como se incorporasse a percussão." - Prof. Dr. Pires Laranjeira - Universidade de Coimbra.
 "O talento brasileiro que ultrapassou fronteiras e hoje é considerado um dos maiores representantes do Latin Jazz na Europa!" - Revista Keyboard Brasil.
 "O mestre do Jazz Latino" - Piano Performer Magazine.
"Samuel Quinto, o brasileiro que toca para a realeza" - Revista Cláudia.
 "Samuel Quinto foi eleito membro da Royal Society em Londres" - TV Brasil.

## Publicações
- CD "Latin Jazz Thrill", Samuel Quinto Trio (Ed. Numérica) (2007)
- CD "Salsa 'n Jazz (DGP)", Samuel Quinto Trio (Ed. Compact Records) (2009)
- DVD "Latin Jazz Piano Solo", Samuel Quinto (Autoral)(2015)
- Livro "Improvisar é muito fácilǃ Jazz de uma maneira descomplicada", Chiado Books (2016)